# Nijinsky-Preis
Der Nijinsky-Preis (frz. Prix Nijinsky, benannt nach dem legendären polnisch-russischen Tänzer Vaslav Nijinsky) ist bereits kurze Zeit nach seiner Einführung eine der begehrtesten Auszeichnungen für Tänzer und Choreografen geworden. Er wird in zweijährigen Abständen im Rahmen des von Prinzessin Caroline von Monaco 2000 gegründeten Monaco Dance Forum in fünf Kategorien verliehen:
- Bester Tänzer
- Beste Tänzerin
- Bester Choreograf
- Vielversprechendster Choreograf

Zudem werden Ehrenpreise für das Lebenswerk verliehen.
Die Preisträger werden von einer internationalen Jury aus über einhundert Fachleuten aus der Welt des Tanzes ermittelt. Auch mit einer Beteiligung des Publikums über das Internet wird experimentiert.